# Picnic paneuropeo

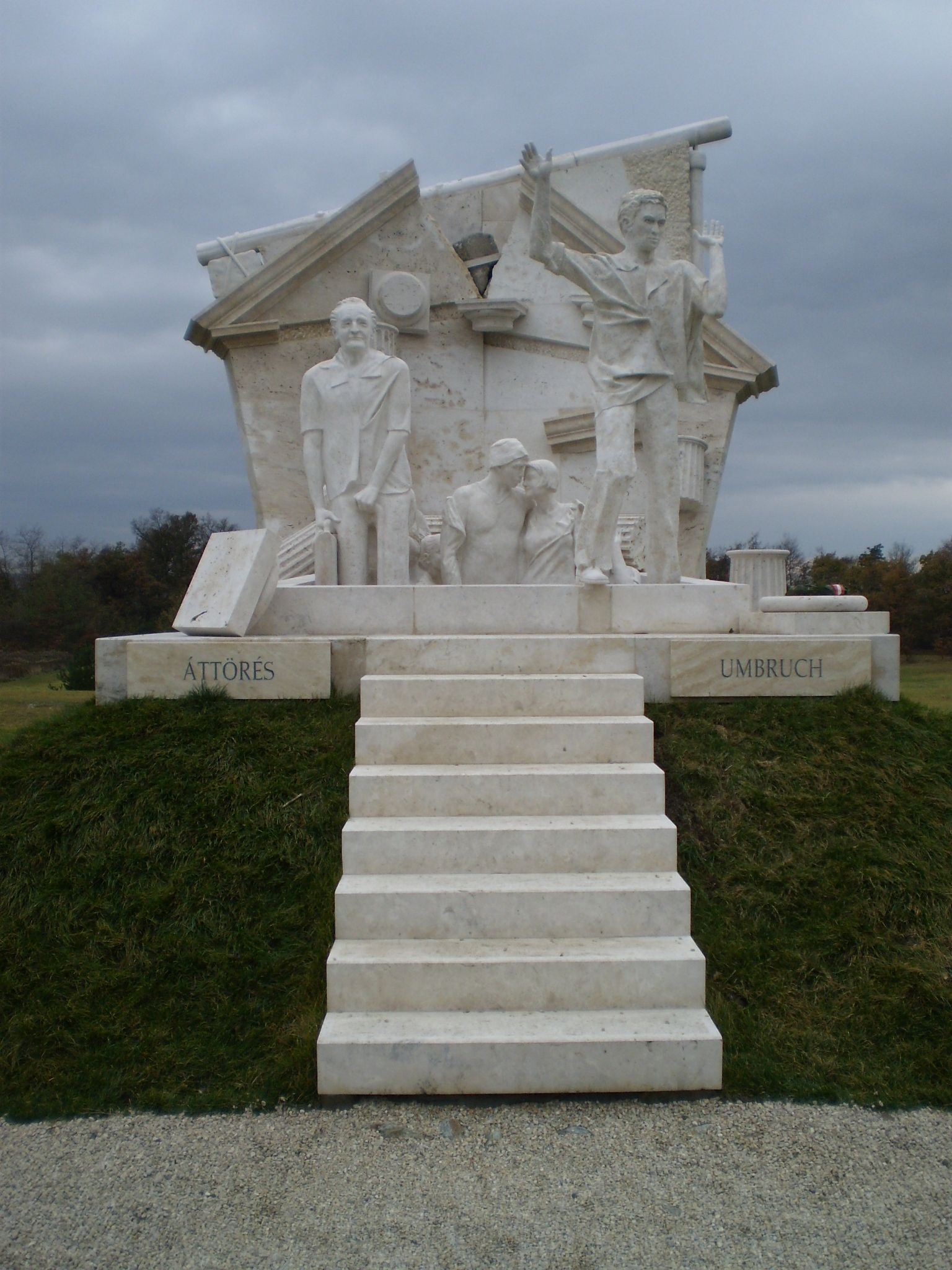
Monumento in onore dei partecipanti al picnic paneuropeo

Il picnic paneuropeo fu un evento che ebbe luogo il 19 agosto 1989 a Sopron, in Ungheria, presso il confine austriaco.

## Evento
In un gesto simbolico concordato da Austria e Ungheria, il 19 agosto 1989 il varco confinario sulla strada da Sankt Margarethen im Burgenland (Austria) a Sopronkőhida (Ungheria) doveva essere aperto per tre ore. Nello stesso varco, il 27 giugno, il ministro degli esteri austriaco Mock e il suo omologo ungherese Horn avevano già tagliato la recinzione confinaria della Cortina di ferro, in una cerimonia simbolica della decisione ungherese di smantellare le postazioni di sorveglianza alla frontiera dal 2 maggio 1989.
Il picnic fu organizzato dai membri del partito ungherese di opposizione Forum Democratico e dall'Unione Paneuropea, con il patrocinio del presidente di questa e parlamentare europeo della CSU Otto von Habsburg e del ministro ungherese riformista Imre Pozsgay. Il segretario generale dell'Unione Paneuropea, Walburga Habsburg Douglas, tagliò ritualmente il filo spinato.
In preparazione dell'evento gli organizzatori del picnic avevano distribuito volantini per pubblicizzare la manifestazione. Più di 600 tedeschi orientali colsero l'occasione annunciata della breve apertura della cortina per attraversare il confine e rifugiarsi a ovest. Le guardie di frontiera ungheresi, pur avendo ordine di sparare a vista su chiunque tentasse di varcare illegalmente il confine, non intervennero.
Migliaia di tedeschi orientali attendevano a breve distanza l'occasione di attraversare la frontiera, senza però aspettarsi che sarebbe stata davvero aperta. Per questo il numero delle persone che varcò il confine il 19 agosto si limitò a poche centinaia; nei giorni successivi, invece, il governo ungherese aumentò il numero delle guardie sul confine, cosicché solo un numero relativamente piccolo di tedeschi orientali riuscì a raggiungere l'ovest. L'11 settembre 1989, infine, l'Ungheria aprì le frontiere ai cittadini della Germania orientale.

## Commemorazione
Il picnic paneuropeo è considerato una pietra miliare nell'impegno politico che condusse alla dissoluzione della DDR, allo smantellamento della cortina di ferro e alla riunificazione tedesca. L'avvenimento è commemorato ogni anno il 19 agosto nel luogo dove il confine fu aperto.
Il Presidente della DDR Erich Honecker rilasciò al Daily Mirror la seguente dichiarazione: "Habsburg distribuì volantini al confine polacco, invitando i tedeschi dell'est in vacanza a un picnic. Quando arrivarono ricevettero omaggi, vettovaglie e marchi, finché si convinsero a proseguire verso l'ovest".
Le settimane successive al picnic videro un definitivo cambio di prospettiva su quella che era sta l'impenetrabile Cortina di ferro.

### Opere d'arte memoriali
Nel luogo in cui avvenne l'apertura della frontiera si trovano esposte opere di artisti ungheresi che mostrano una porta dischiusa.
Nel 1996 a Fertőrákos, presso Sopron, fu eretta una statua alta 10 m realizzata in filo spinato da Gabriela von Habsburg, che da lontano ricorda la forma di una croce.